# Яссин Саллех
Яссин Саллех (малайск.  Yassin Salleh ); (20 мая 1946, Бентонг, Паханг) — малайзийский поэт и кинорежиссёр.

## Краткая биография
Окончил среднюю школу Сулеймана в Бентонге и педагогический техникум в Куантане. Работал школьным учителем, в 1973—1980 — сотрудник Совета по языку и литературе Малайзии. Был редактором журнала «Рита». В начале 1980-х гг. стал снимать кинофильмы, в том числе на телевидении. В политике придерживается левых взглядов. В 1970-гг. был сторонником Народной партии Малайзии, в настоящее время — член партии «Доверие» (Parti Amanah Negara), входящей в правящий блок «Надежда».

## Творчество

### Кинематограф и театр
Поставил четыре художественных фильма и снялся в двух. Наибольший успех пришелся на картину «Она — моя мать» (1980), получившую на Кинофестивале Малайзии 1981 г. 10 наград (рекорд, не превзойденный до сих пор).
В 2000-е гг. стал играть в театральных постановках Динсмана («Театр на дереве», 2016, «Уда и Дара», 2017).

## Фильмография[6]
- (режиссер) Potret Maria (Портрет Марии) (1980)
- (режиссер) Dia ibuku (Она — моя мать) (1980)
- (режиссер) Ali Setan 2 (Али-Чертёнок 2) (1986)
- (актер) Bintang Malam (Ночная звезда) (1991)
- (режиссер) Hanny (Ханни) (1993)
- (актер) Momok jangan panggil aku (Не зови меня пугалом) (2011)

## Сборники стихов
- Simfoni Sepi (Тихая симфония). Kuala Lumpur: Balang Rimbun Sdn Bhd, 2012 ISBN 9789675875014
- Ikan-Ikan Di Kaca (Рыбки в аквариуме) Kuala Lumpur: Institut Terjemahan & Buku Malaysia, 2015 ISBN 9789670869797
- Antologi Puisi Memahat Mentari (Ziarah Karyawan Habib Hussein Alattas). Kuala Lumpur: Institut Terjemahan & Buku Malaysia, 2016 (совместно с другими)
- Menghilir Sungai Tak Berkuala. Himpunan Sajak Cinta Rakyat (Нескончаем поток реки. Сборник стихов любви к народу). Kuala Lumpur, 2019

## Семья
- Супруга Siti Rahey Binti Salehuddin (1975—2010)
- Дети Yasleh Rita Ayu, Yasleh Hani Wati, Yasleh Khaliff Amri